# 李参平
李参平（?年—1655年9月10日），忠清道金江（今忠清南道公州市反浦面）出身， 朝鮮出身的陶工，有名於有田烧（伊萬里瓷）。日本名金江 三兵衛。他的直系子孫仍然在進行作陶活動，已經持續了14代。
現在「李参平」之名的由來是，當時「三兵衛」作を「参平」的音譯，而紀錄在史料當中。金江家流傳下來的古文書記載著本姓李氏。

## 生涯
忠清道金江（今忠清南道公州市反浦面）出身。
在有田町龍泉寺過去的紀錄顯示，李参平的戒名是月窓浄心居士，於明曆元年八月十一（1655年9月10日）卒。
李参平之墓早已被人遺忘，1959年在天狗谷窯附近發現刻有他的戒名的上半部份。現在墓石被移往白川墓地，而「李参平之墓」被有田町指定為古跡。

## 表彰
李参平，被稱為有田町地區的「陶祖」。

## 關聯項目
- 有田燒
- 火之女神井兒

## 外部連結
- 陶山神社
- 陶祖李参平窯 十四代金ケ江三兵衛